# Гусман, Рамон
Рамон Гусман Карбонелл (исп. Ramón Guzmán Carbonell 22 января 1907 или 22 сентября 1901, Пеньискола — 1 апреля 1954, Барселона) — испанский футболист и футбольный тренер, игрок сборной Испании.

## Карьера
Рамон Гусман играл за «Барселону» с 1927 по 1935 год, выиграл Кубок Короля в 1928 году, первый титул чемпиона Испании в 1929 году и чемпионат Каталонии пять раз (1928, 1930, 1931, 1932, 1935). В 1930 году Рамон Гусман трижды вызывался в сборную Испании, одержав победы над Чехословакией, Италией и Португалией. С 1931 года он играл меньше, а в 1935 году перестал выступать за первую команду.
Летом 1941 года он был назначен тренером клуба «Барселона». Его пребывание на посту оказалось спортивным провалом, и в январе 1942 года его сменил Хуан Хосе Ногес. Гусман умер в 1954 году после сердечного приступа во время матча ветеранов на стадионе Les Corts.